# مسجد روستوف
مسجد روستوف (انگلیسی: Rustov mosque) یک مسجد قدیمی و بنای تاریخی معماری است که در روستای روستوف در شهرستان قبه و در کشور جمهوری آذربایجان واقع شده است. مسجد در سال ۱۹۰۳ میلادی با یاری زین‌العابدین تقی‌یف ساخته شد.
با ابلاغیه شماره ۱۳۲ که در تاریخ ۲ اوت ۲۰۰۱ توسط کابینه وزیران جمهوری آذربایجان صادر شد، مسجد سابق در فهرست آثار تاریخی و فرهنگی با اهمیت بومی قرار گرفت.
این بنای تاریخی در سال ۲۰۰۸ بازسازی مرمت شد.

## نگارخانه

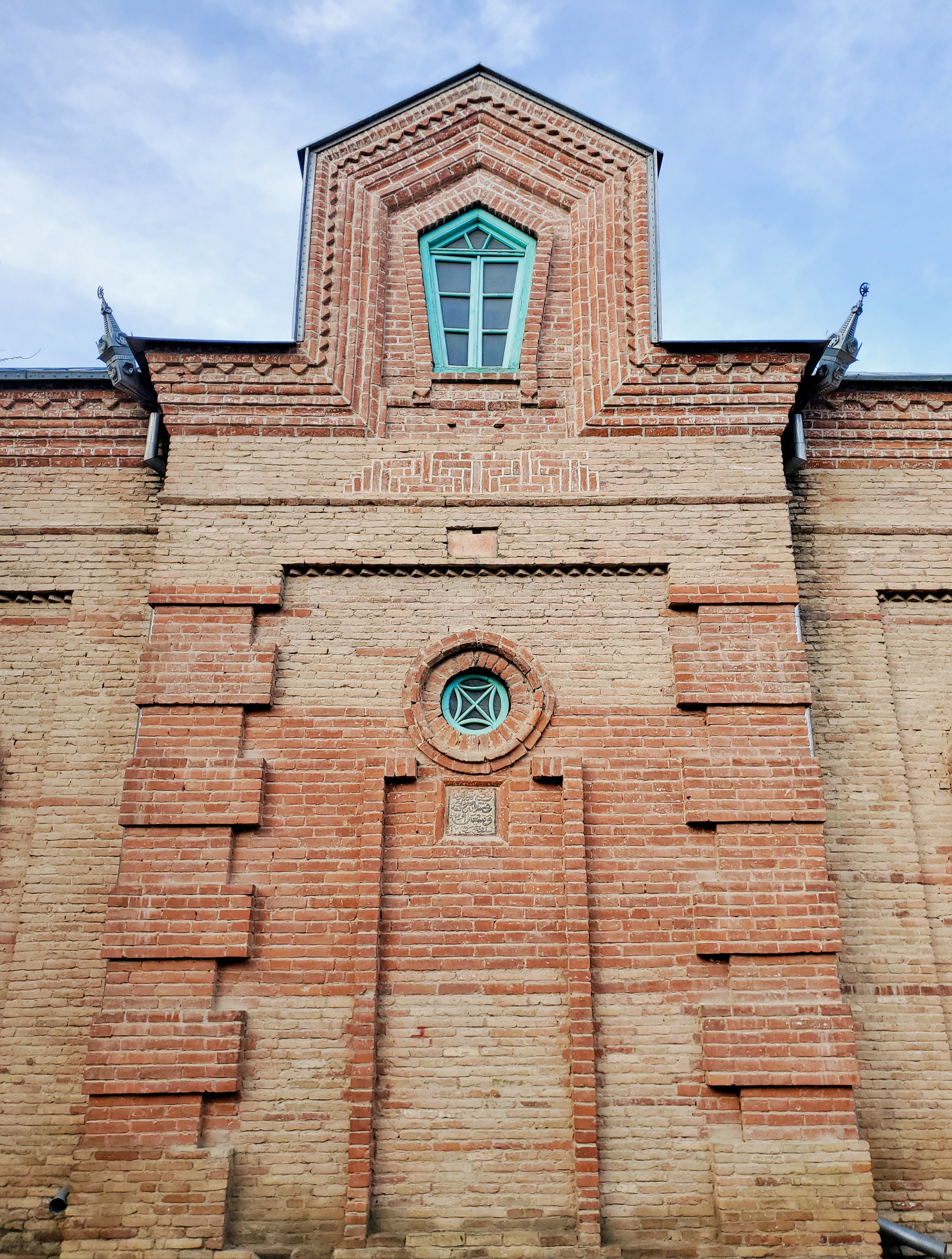
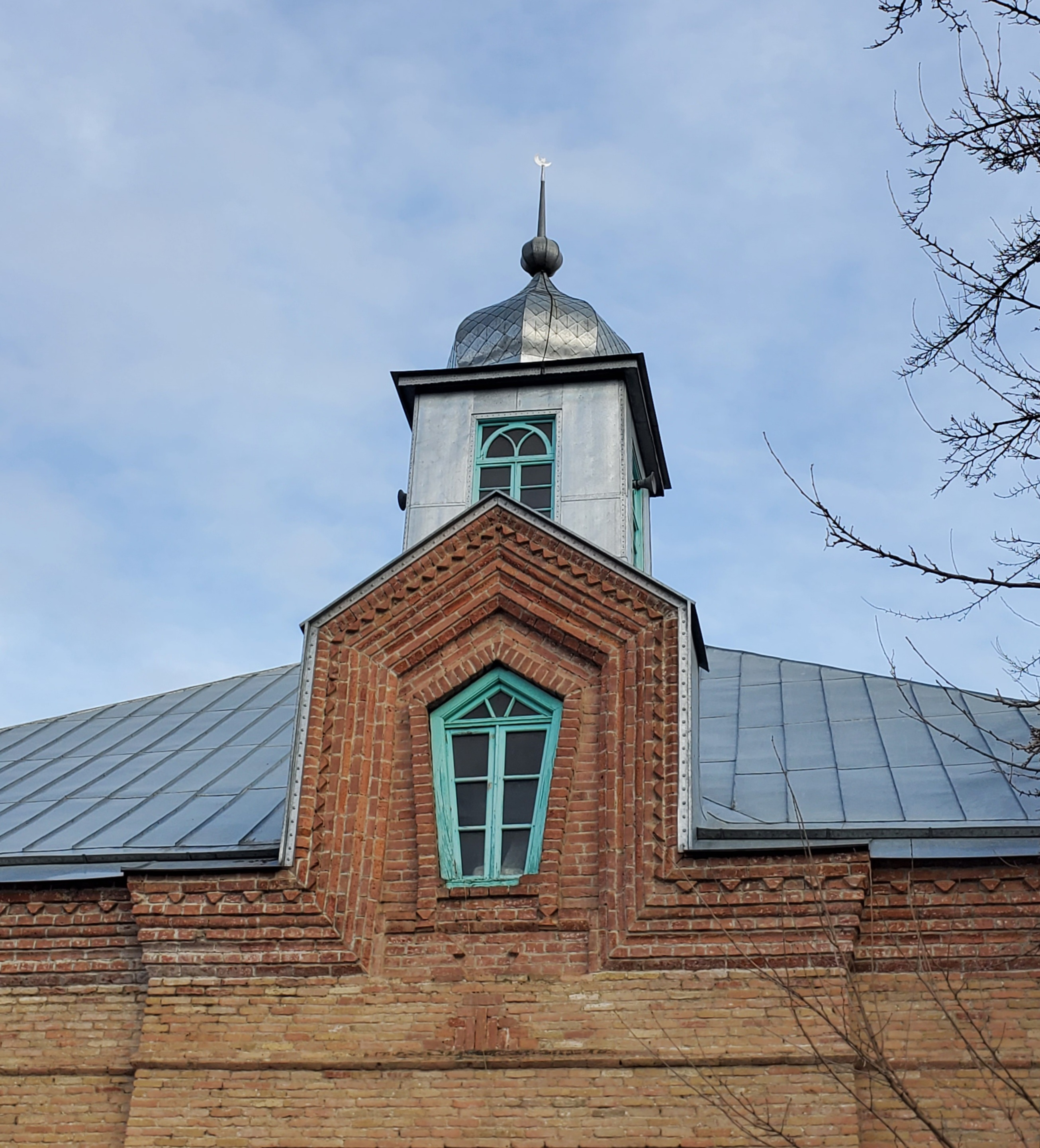
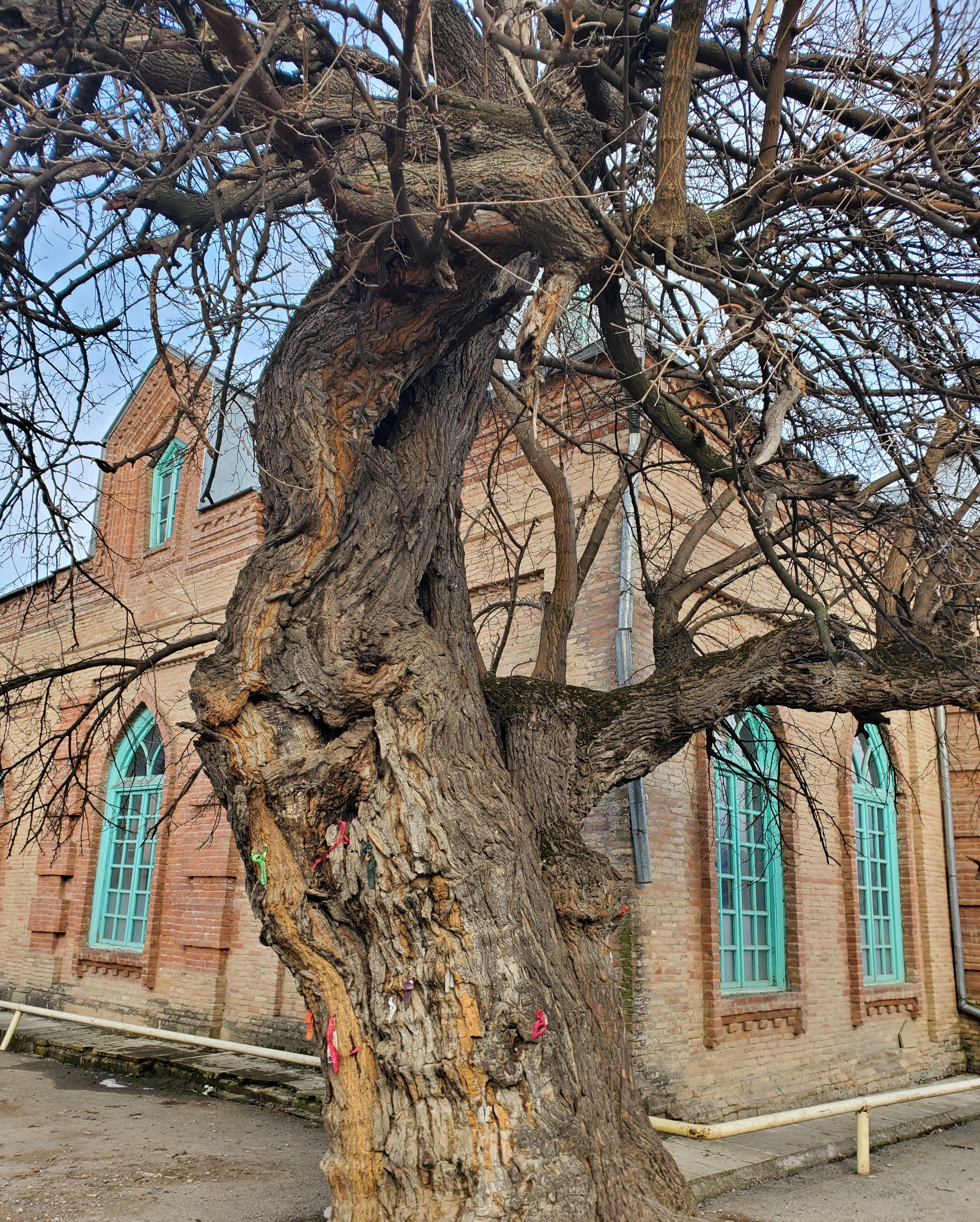
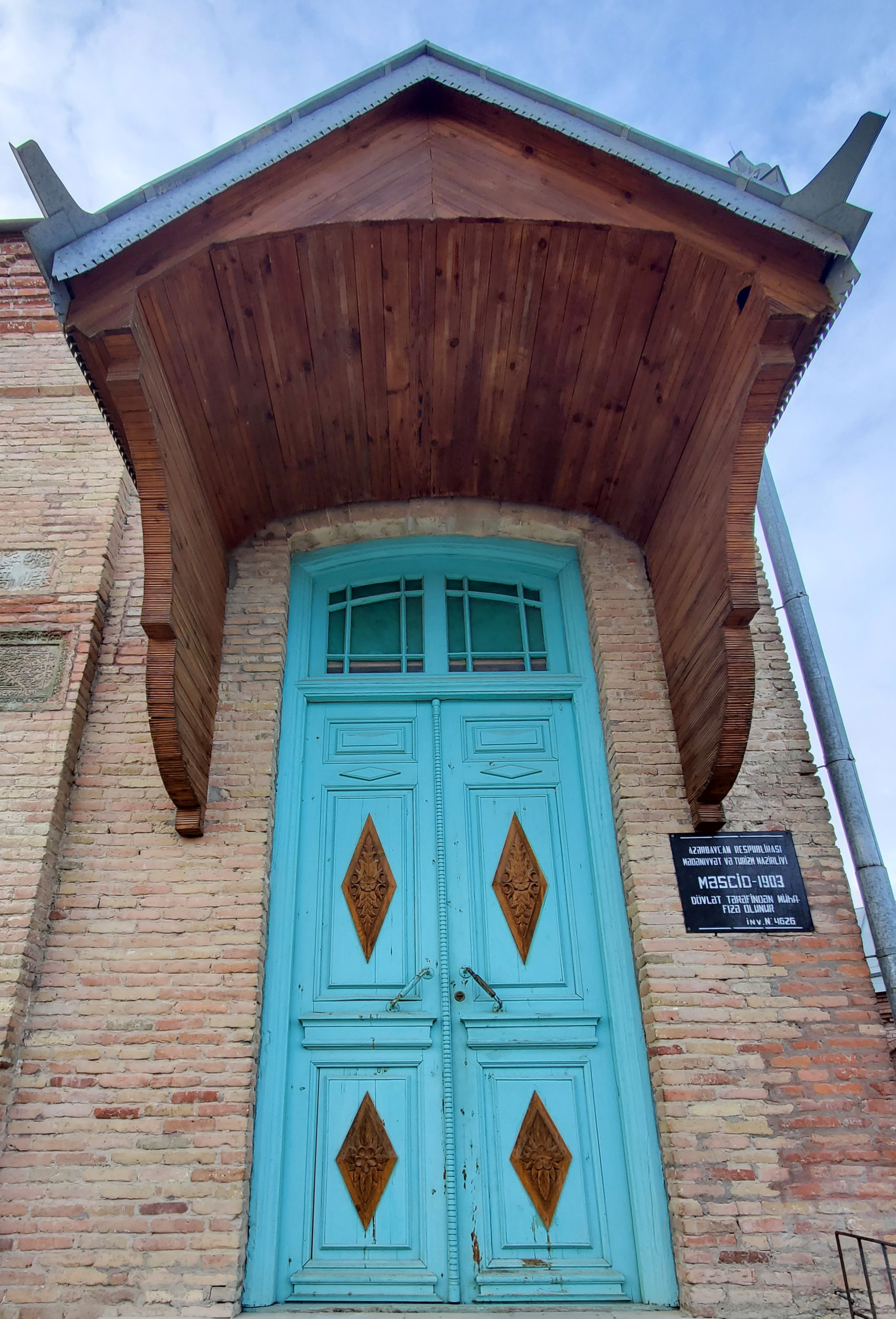
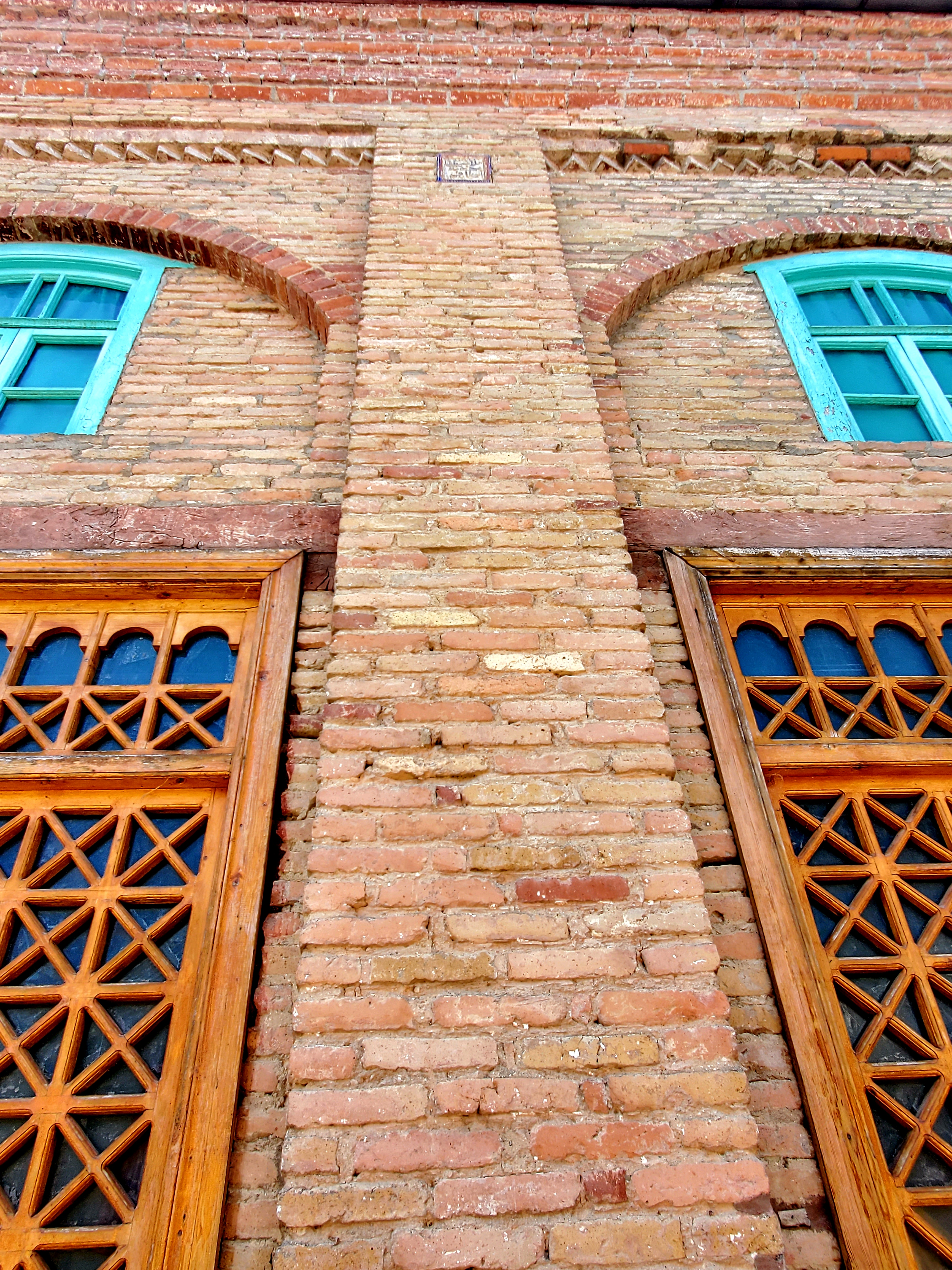
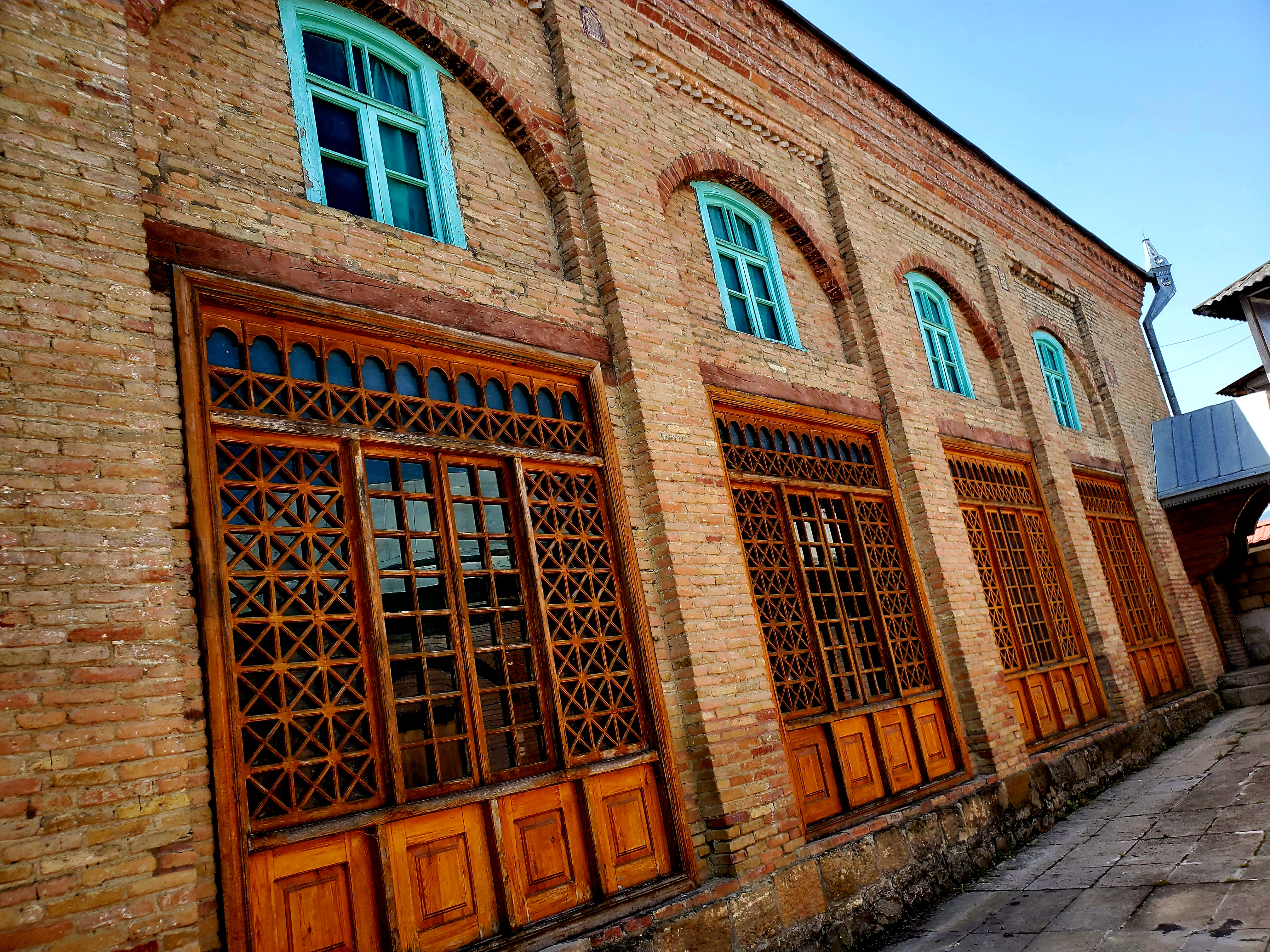
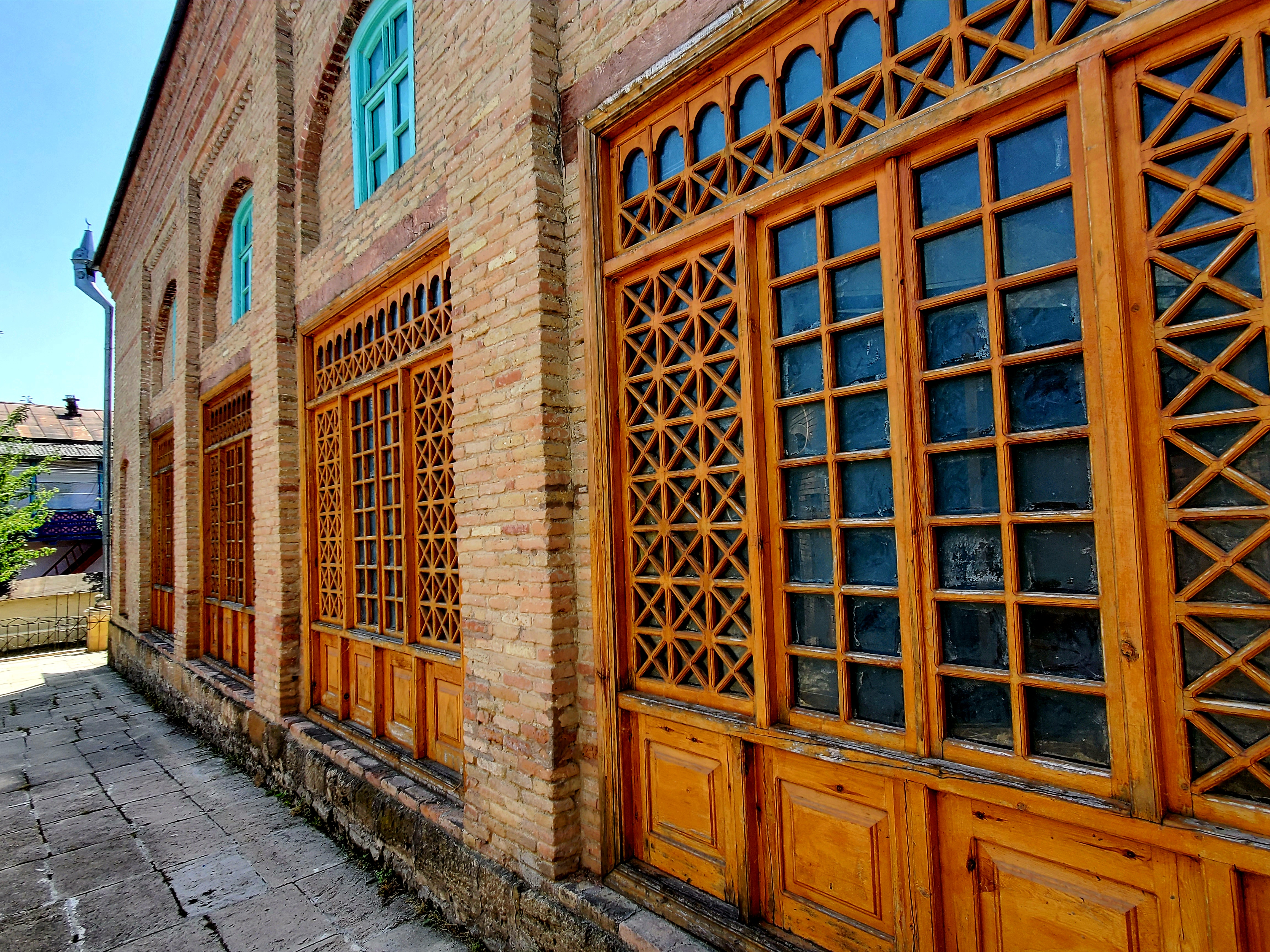
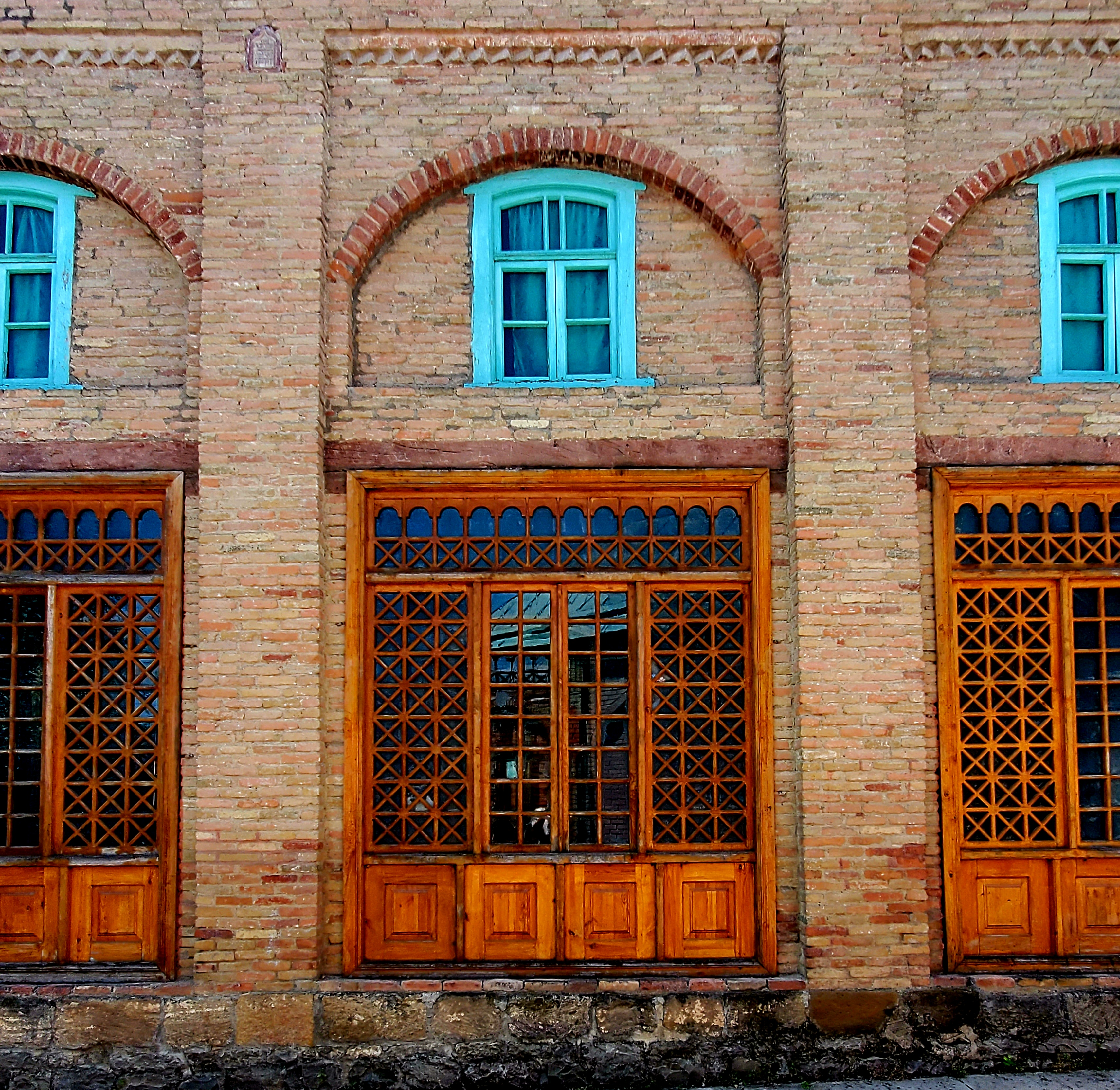